# يوفين ماكارينكو
يوفين ماكارينكو (بالأوكرانية: Макаренко Євгеній Олександрович)‏ (21 مايو 1991 بكييف في أوكرانيا - ) هو لاعب كرة قدم أوكراني في مركزي الوسط والدفاع. شارك مع منتخب أوكرانيا تحت 21 سنة لكرة القدم ومنتخب أوكرانيا لكرة القدم. أما مع النوادي، فقد لعب مع دينامو كييف ونادي كورتريك وFC Dynamo-2 Kyiv ‏ وهوفيرلا أوجهورود ‏.

## وصلات خارجية
- يوفين ماكارينكو على موقع الاتحاد الدولي (مؤرشف)  (الإنجليزية)
- يوفين ماكارينكو على موقع الاتحاد الأوربي (الإنجليزية)
- يوفين ماكارينكو على موقع اتحاد أوكرانيا (الإنجليزية)
- يوفين ماكارينكو على موقع قاعدة بيانات كرة القدم.إي يو (الإنجليزية)
- يوفين ماكارينكو على موقع ناشيونال فوتبول تيمز (الإنجليزية)
- يوفين ماكارينكو على موقع Soccerway.com (الإنجليزية)
- يوفين ماكارينكو على موقع عالم كرة القدم.نت (الإنجليزية)
- يوفين ماكارينكو على موقع AS.com (الإسبانية)